# Liste des planètes mineures non numérotées découvertes en janvier 2012
Pour un article plus général, voir Liste des planètes mineures non numérotées découvertes en 2012.
Pour un article plus général, voir Liste des planètes mineures.
Cet article dresse la liste des planètes mineures (astéroïdes, centaures, objets transneptuniens et assimilés) non numérotées découvertes en janvier 2012 dans l'ordre de leur découverte.
Au 15 janvier 2025, 661 077 des 1 434 993 planètes mineures répertoriées par le Centre des planètes mineures ne sont pas encore numérotées, soit 46,07 %.

## Rappel concernant la désignation provisoire
La désignation provisoire indique l'ordre de découverte de ces objets. En effet, cette désignation est composée de l'année de découverte (par exemple 2012) suivie de la quinzaine (demi-mois) de découverte (p.e. A = 1-15 janvier) puis de l'ordre de découverte dans cette quinzaine. Cet ordre est indiqué par une lettre et éventuellement un chiffre comme suit : A pour la première découverte, B pour la deuxième, ..., Z pour la 25e (le I n'est pas utilisé pour éviter la confusion avec 1), A1 pour la 26e, B1 pour la 27e, etc. , Z1 pour la 50e, A2 pour la 51e, B2 pour la 52e, etc. L'ordre de la numérotation ne suit donc pas l'ordre alphanumérique. 2012 AA1 suit ainsi 2012 AZ et précède 2012 AB1.

## Liste

### Du1erau 15 janvier
- 2012 AD
- 2012 AE
- 2012 AF
- 2012 AG
- 2012 AH
- 2012 AL
- 2012 AM
- 2012 AO
- 2012 AQ
- 2012 AS
- 2012 AW
- 2012 AX
- 2012 AY
- 2012 AZ
- 2012 AD1
- 2012 AG1
- 2012 AW1
- 2012 AX1
- 2012 AJ2
- 2012 AA3
- 2012 AB3
- 2012 AC3
- 2012 AE3
- 2012 AF3
- 2012 AT3
- 2012 AU4
- 2012 AY5
- 2012 AF6
- 2012 AD7
- 2012 AG7
- 2012 AP7
- 2012 AS7
- 2012 AN8
- 2012 AX8
- 2012 AF9
- 2012 AN9
- 2012 AP9
- 2012 AV9
- 2012 AX9
- 2012 AD10
- 2012 AL10
- 2012 AM10
- 2012 AN10
- 2012 AO10
- 2012 AP10
- 2012 AQ10
- 2012 AT10
- 2012 AW10
- 2012 AA11
- 2012 AC11
- 2012 AY11
- 2012 AL12
- 2012 AW12
- 2012 AX12
- 2012 AC13
- 2012 AO14
- 2012 AU14
- 2012 AN15
- 2012 AU15
- 2012 AC16
- 2012 AG16
- 2012 AM16
- 2012 AN16
- 2012 AS16
- 2012 AU16
- 2012 AL17
- 2012 AJ18
- 2012 AY19
- 2012 AO20
- 2012 AR20
- 2012 AF21
- 2012 AT22
- 2012 AZ22
- 2012 AD23
- 2012 AK23
- 2012 AO23
- 2012 AQ24
- 2012 AR24
- 2012 AC25
- 2012 AD25
- 2012 AH25
- 2012 AU25
- 2012 AR26
- 2012 AW26
- 2012 AD27
- 2012 AE27
- 2012 AH27
- 2012 AL27
- 2012 AR27
- 2012 AS27
- 2012 AW27
- 2012 AX27
- 2012 AY27
- 2012 AC28
- 2012 AG28
- 2012 AH28
- 2012 AJ28
- 2012 AK28
- 2012 AL28
- 2012 AM28
- 2012 AN28
- 2012 AO28
- 2012 AP28
- 2012 AQ28
- 2012 AR28
- 2012 AS28
- 2012 AT28
- 2012 AX28
- 2012 AA29
- 2012 AH29
- 2012 AJ29
- 2012 AK29
- 2012 AL29
- 2012 AO29
- 2012 AQ29
- 2012 AU29
- 2012 AV29
- 2012 AY29
- 2012 AZ29
- 2012 AA30
- 2012 AC30
- 2012 AD30
- 2012 AF30
- 2012 AG30
- 2012 AP30
- 2012 AQ30
- 2012 AS30
- 2012 AT30
- 2012 AU30
- 2012 AW30
- 2012 AY30
- 2012 AB31
- 2012 AC31
- 2012 AF31
- 2012 AG31
- 2012 AL31
- 2012 AM31
- 2012 AO31
- 2012 AQ31
- 2012 AR31
- 2012 AT31
- 2012 AV31
- 2012 AH32
- 2012 AJ32
- 2012 AK32
- 2012 AM32
- 2012 AN32
- 2012 AP32
- 2012 AW32
- 2012 AX32
- 2012 AZ32
- 2012 AA33
- 2012 AB33
- 2012 AC33
- 2012 AH33
- 2012 AJ33
- 2012 AM33
- 2012 AN33
- 2012 AQ33
- 2012 AT33
- 2012 AU33
- 2012 AV33
- 2012 AX33
- 2012 AE34
- 2012 AF34
- 2012 AG34
- 2012 AJ34
- 2012 AM34
- 2012 AN34
- 2012 AO34
- 2012 AQ34
- 2012 AS34
- 2012 AV34
- 2012 AW34
- 2012 AZ34
- 2012 AA35
- 2012 AC35
- 2012 AD35
- 2012 AE35
- 2012 AF35
- 2012 AG35
- 2012 AO35
- 2012 AS35
- 2012 AT35
- 2012 AU35
- 2012 AV35
- 2012 AW35
- 2012 AX35
- 2012 AY35
- 2012 AZ35
- 2012 AA36
- 2012 AC36
- 2012 AE36
- 2012 AF36
- 2012 AJ36
- 2012 AK36
- 2012 AL36
- 2012 AM36
- 2012 AQ36
- 2012 AR36
- 2012 AT36
- 2012 AU36
- 2012 AV36
- 2012 AW36
- 2012 AY36
- 2012 AA37
- 2012 AB37
- 2012 AC37
- 2012 AD37
- 2012 AG37
- 2012 AH37
- 2012 AJ37
- 2012 AK37
- 2012 AM37
- 2012 AN37
- 2012 AP37
- 2012 AQ37
- 2012 AR37
- 2012 AS37
- 2012 AU37
- 2012 AV37
- 2012 AW37
- 2012 AX37
- 2012 AY37
- 2012 AZ37
- 2012 AA38
- 2012 AB38
- 2012 AC38
- 2012 AD38
- 2012 AE38
- 2012 AF38
- 2012 AG38
- 2012 AH38
- 2012 AJ38
- 2012 AK38
- 2012 AM38
- 2012 AN38
- 2012 AO38
- 2012 AP38
- 2012 AQ38
- 2012 AS38
- 2012 AT38
- 2012 AU38
- 2012 AV38
- 2012 AW38
- 2012 AX38
- 2012 AY38
- 2012 AZ38
- 2012 AA39
- 2012 AB39
- 2012 AC39
- 2012 AD39
- 2012 AE39
- 2012 AF39
- 2012 AG39
- 2012 AH39
- 2012 AJ39
- 2012 AK39
- 2012 AL39
- 2012 AM39
- 2012 AN39
- 2012 AO39
- 2012 AP39
- 2012 AQ39
- 2012 AR39
- 2012 AS39
- 2012 AT39
- 2012 AU39

### Du 16 au 31 janvier
- 2012 BA
- 2012 BK
- 2012 BE1
- 2012 BF1
- 2012 BK1
- 2012 BM1
- 2012 BN1
- 2012 BO1
- 2012 BP1
- 2012 BQ1
- 2012 BR1
- 2012 BS1
- 2012 BT1
- 2012 BU1
- 2012 BV1
- 2012 BX1
- 2012 BY1
- 2012 BZ1
- 2012 BG2
- 2012 BB3
- 2012 BN4
- 2012 BO4
- 2012 BW4
- 2012 BJ5
- 2012 BL5
- 2012 BO5
- 2012 BX5
- 2012 BJ6
- 2012 BK6
- 2012 BO6
- 2012 BQ6
- 2012 BU6
- 2012 BV6
- 2012 BW6
- 2012 BB7
- 2012 BH7
- 2012 BK7
- 2012 BU7
- 2012 BW7
- 2012 BC8
- 2012 BF8
- 2012 BG8
- 2012 BM8
- 2012 BT8
- 2012 BX8
- 2012 BA11
- 2012 BF11
- 2012 BG11
- 2012 BJ11
- 2012 BK11
- 2012 BL11
- 2012 BM11
- 2012 BO11
- 2012 BP12
- 2012 BA13
- 2012 BN13
- 2012 BR13
- 2012 BS13
- 2012 BT13
- 2012 BV13
- 2012 BW13
- 2012 BX13
- 2012 BZ13
- 2012 BA14
- 2012 BB14
- 2012 BC14
- 2012 BD14
- 2012 BE14
- 2012 BF14
- 2012 BG14
- 2012 BH14
- 2012 BJ14
- 2012 BK14
- 2012 BL14
- 2012 BV14
- 2012 BF15
- 2012 BG16
- 2012 BP16
- 2012 BG17
- 2012 BQ17
- 2012 BD18
- 2012 BE18
- 2012 BY18
- 2012 BB19
- 2012 BN19
- 2012 BU19
- 2012 BW19
- 2012 BM20
- 2012 BA21
- 2012 BR21
- 2012 BL22
- 2012 BR22
- 2012 BV22
- 2012 BR23
- 2012 BS23
- 2012 BT23
- 2012 BU23
- 2012 BC24
- 2012 BB25
- 2012 BG25
- 2012 BN25
- 2012 BV25
- 2012 BX25
- 2012 BV26
- 2012 BA27
- 2012 BC27
- 2012 BD27
- 2012 BE27
- 2012 BF27
- 2012 BK27
- 2012 BO27
- 2012 BV27
- 2012 BK28
- 2012 BE29
- 2012 BJ29
- 2012 BN29
- 2012 BR29
- 2012 BL30
- 2012 BW31
- 2012 BG32
- 2012 BP32
- 2012 BC33
- 2012 BQ34
- 2012 BX34
- 2012 BZ34
- 2012 BA35
- 2012 BB35
- 2012 BO35
- 2012 BY35
- 2012 BL36
- 2012 BA37
- 2012 BB37
- 2012 BG37
- 2012 BJ37
- 2012 BL37
- 2012 BT37
- 2012 BU37
- 2012 BC38
- 2012 BH38
- 2012 BL38
- 2012 BN38
- 2012 BS38
- 2012 BX38
- 2012 BZ38
- 2012 BA39
- 2012 BG39
- 2012 BO39
- 2012 BT39
- 2012 BW39
- 2012 BX39
- 2012 BZ39
- 2012 BM40
- 2012 BQ40
- 2012 BY40
- 2012 BD41
- 2012 BL41
- 2012 BE42
- 2012 BF42
- 2012 BH42
- 2012 BP42
- 2012 BQ42
- 2012 BZ42
- 2012 BD43
- 2012 BJ43
- 2012 BK43
- 2012 BO43
- 2012 BP43
- 2012 BS43
- 2012 BW43
- 2012 BZ43
- 2012 BE44
- 2012 BR44
- 2012 BX44
- 2012 BC45
- 2012 BD45
- 2012 BN45
- 2012 BQ45
- 2012 BY45
- 2012 BA46
- 2012 BJ46
- 2012 BK46
- 2012 BM46
- 2012 BQ46
- 2012 BR46
- 2012 BV46
- 2012 BK47
- 2012 BS47
- 2012 BJ48
- 2012 BO48
- 2012 BQ48
- 2012 BT48
- 2012 BU48
- 2012 BY48
- 2012 BC49
- 2012 BE49
- 2012 BG49
- 2012 BH49
- 2012 BJ49
- 2012 BM49
- 2012 BQ49
- 2012 BU49
- 2012 BW49
- 2012 BE50
- 2012 BG50
- 2012 BP50
- 2012 BW50
- 2012 BA51
- 2012 BB51
- 2012 BE51
- 2012 BN51
- 2012 BQ51
- 2012 BH52
- 2012 BB53
- 2012 BE53
- 2012 BW53
- 2012 BL55
- 2012 BR55
- 2012 BG56
- 2012 BD57
- 2012 BG57
- 2012 BM57
- 2012 BO57
- 2012 BY57
- 2012 BF58
- 2012 BZ58
- 2012 BK59
- 2012 BF60
- 2012 BK60
- 2012 BL60
- 2012 BN60
- 2012 BV60
- 2012 BJ61
- 2012 BP61
- 2012 BT61
- 2012 BU61
- 2012 BV61
- 2012 BW61
- 2012 BY61
- 2012 BZ61
- 2012 BA62
- 2012 BB62
- 2012 BC62
- 2012 BE62
- 2012 BT62
- 2012 BX62
- 2012 BB63
- 2012 BD63
- 2012 BG63
- 2012 BM63
- 2012 BQ63
- 2012 BP64
- 2012 BR64
- 2012 BD65
- 2012 BG65
- 2012 BU65
- 2012 BW65
- 2012 BE66
- 2012 BN66
- 2012 BV66
- 2012 BA67
- 2012 BM67
- 2012 BQ67
- 2012 BC68
- 2012 BO68
- 2012 BB69
- 2012 BO69
- 2012 BP69
- 2012 BQ69
- 2012 BP70
- 2012 BD71
- 2012 BG72
- 2012 BL72
- 2012 BP72
- 2012 BQ72
- 2012 BW72
- 2012 BF73
- 2012 BV73
- 2012 BO74
- 2012 BZ74
- 2012 BP75
- 2012 BS75
- 2012 BU75
- 2012 BM76
- 2012 BO76
- 2012 BQ76
- 2012 BT76
- 2012 BY76
- 2012 BZ76
- 2012 BA77
- 2012 BB77
- 2012 BC77
- 2012 BD77
- 2012 BE77
- 2012 BF77
- 2012 BK77
- 2012 BL77
- 2012 BM77
- 2012 BN77
- 2012 BO77
- 2012 BT77
- 2012 BX77
- 2012 BY77
- 2012 BS78
- 2012 BU78
- 2012 BX78
- 2012 BF79
- 2012 BH79
- 2012 BQ79
- 2012 BR79
- 2012 BS79
- 2012 BT79
- 2012 BV79
- 2012 BX79
- 2012 BC80
- 2012 BE80
- 2012 BM80
- 2012 BC81
- 2012 BF81
- 2012 BN81
- 2012 BQ81
- 2012 BX81
- 2012 BX82
- 2012 BM83
- 2012 BT83
- 2012 BW83
- 2012 BD84
- 2012 BG84
- 2012 BH84
- 2012 BT84
- 2012 BU84
- 2012 BG85
- 2012 BU85
- 2012 BV85
- 2012 BC86
- 2012 BE86
- 2012 BF86
- 2012 BG86
- 2012 BH86
- 2012 BJ86
- 2012 BK86
- 2012 BL86
- 2012 BM86
- 2012 BW87
- 2012 BO89
- 2012 BP89
- 2012 BS89
- 2012 BY91
- 2012 BO92
- 2012 BR92
- 2012 BU92
- 2012 BW92
- 2012 BX92
- 2012 BY92
- 2012 BC93
- 2012 BD93
- 2012 BF93
- 2012 BN93
- 2012 BE94
- 2012 BK95
- 2012 BS95
- 2012 BF96
- 2012 BJ96
- 2012 BE97
- 2012 BG97
- 2012 BH97
- 2012 BK97
- 2012 BL97
- 2012 BM97
- 2012 BS97
- 2012 BT97
- 2012 BU97
- 2012 BW98
- 2012 BX98
- 2012 BY98
- 2012 BA99
- 2012 BF99
- 2012 BM99
- 2012 BU99
- 2012 BG100
- 2012 BQ100
- 2012 BD101
- 2012 BN101
- 2012 BR101
- 2012 BU101
- 2012 BV101
- 2012 BA102
- 2012 BB102
- 2012 BC102
- 2012 BT102
- 2012 BN103
- 2012 BQ103
- 2012 BU103
- 2012 BF105
- 2012 BC107
- 2012 BD107
- 2012 BN107
- 2012 BP107
- 2012 BS107
- 2012 BT107
- 2012 BX107
- 2012 BC108
- 2012 BD108
- 2012 BG108
- 2012 BU108
- 2012 BX108
- 2012 BZ108
- 2012 BM110
- 2012 BN110
- 2012 BQ110
- 2012 BS110
- 2012 BU110
- 2012 BY111
- 2012 BN112
- 2012 BW112
- 2012 BM113
- 2012 BO113
- 2012 BP113
- 2012 BU113
- 2012 BZ113
- 2012 BA114
- 2012 BH114
- 2012 BN114
- 2012 BO114
- 2012 BP114
- 2012 BQ114
- 2012 BR114
- 2012 BV114
- 2012 BX114
- 2012 BB115
- 2012 BE115
- 2012 BJ115
- 2012 BS115
- 2012 BC116
- 2012 BL116
- 2012 BP116
- 2012 BV116
- 2012 BX116
- 2012 BE117
- 2012 BJ117
- 2012 BK117
- 2012 BZ117
- 2012 BB118
- 2012 BM118
- 2012 BN118
- 2012 BS118
- 2012 BU118
- 2012 BW118
- 2012 BA119
- 2012 BB119
- 2012 BE119
- 2012 BK119
- 2012 BR119
- 2012 BW119
- 2012 BY119
- 2012 BD120
- 2012 BG120
- 2012 BZ120
- 2012 BA121
- 2012 BM121
- 2012 BQ121
- 2012 BU122
- 2012 BZ122
- 2012 BD123
- 2012 BE123
- 2012 BM123
- 2012 BN123
- 2012 BO123
- 2012 BP123
- 2012 BQ123
- 2012 BS123
- 2012 BW123
- 2012 BZ123
- 2012 BB124
- 2012 BC124
- 2012 BE124
- 2012 BA125
- 2012 BS125
- 2012 BC126
- 2012 BQ126
- 2012 BW127
- 2012 BB129
- 2012 BD129
- 2012 BR129
- 2012 BE130
- 2012 BZ130
- 2012 BF134
- 2012 BH134
- 2012 BM134
- 2012 BQ134
- 2012 BA135
- 2012 BF135
- 2012 BE136
- 2012 BG136
- 2012 BM136
- 2012 BO136
- 2012 BL137
- 2012 BR137
- 2012 BW137
- 2012 BD138
- 2012 BE139
- 2012 BO140
- 2012 BA141
- 2012 BE141
- 2012 BM141
- 2012 BP141
- 2012 BS141
- 2012 BU141
- 2012 BW141
- 2012 BJ142
- 2012 BM142
- 2012 BS142
- 2012 BT142
- 2012 BV142
- 2012 BQ143
- 2012 BW143
- 2012 BB144
- 2012 BF144
- 2012 BX144
- 2012 BC145
- 2012 BD145
- 2012 BM145
- 2012 BN145
- 2012 BQ145
- 2012 BY145
- 2012 BA146
- 2012 BF146
- 2012 BK146
- 2012 BV146
- 2012 BY146
- 2012 BC147
- 2012 BF147
- 2012 BW147
- 2012 BB148
- 2012 BD148
- 2012 BM148
- 2012 BV148
- 2012 BD149
- 2012 BU149
- 2012 BA150
- 2012 BB150
- 2012 BK150
- 2012 BO150
- 2012 BD152
- 2012 BG153
- 2012 BT153
- 2012 BL154
- 2012 BV154
- 2012 BY154
- 2012 BJ155
- 2012 BK155
- 2012 BR155
- 2012 BS155
- 2012 BW155
- 2012 BY155
- 2012 BD156
- 2012 BR156
- 2012 BV156
- 2012 BF157
- 2012 BU157
- 2012 BD158
- 2012 BG158
- 2012 BO158
- 2012 BP158
- 2012 BV158
- 2012 BX158
- 2012 BL159
- 2012 BJ160
- 2012 BN160
- 2012 BW160
- 2012 BN161
- 2012 BQ161
- 2012 BR161
- 2012 BV161
- 2012 BX161
- 2012 BY161
- 2012 BB162
- 2012 BH162
- 2012 BP162
- 2012 BU162
- 2012 BW162
- 2012 BD163
- 2012 BE163
- 2012 BH163
- 2012 BJ163
- 2012 BK163
- 2012 BL163
- 2012 BM163
- 2012 BN163
- 2012 BP163
- 2012 BU163
- 2012 BV163
- 2012 BX163
- 2012 BA164
- 2012 BB164
- 2012 BF164
- 2012 BG164
- 2012 BJ164
- 2012 BK164
- 2012 BL164
- 2012 BM164
- 2012 BQ164
- 2012 BR164
- 2012 BT164
- 2012 BV164
- 2012 BW164
- 2012 BX164
- 2012 BZ164
- 2012 BB165
- 2012 BD165
- 2012 BF165
- 2012 BG165
- 2012 BH165
- 2012 BK165
- 2012 BL165
- 2012 BM165
- 2012 BN165
- 2012 BO165
- 2012 BQ165
- 2012 BR165
- 2012 BS165
- 2012 BU165
- 2012 BW165
- 2012 BX165
- 2012 BZ165
- 2012 BA166
- 2012 BB166
- 2012 BC166
- 2012 BD166
- 2012 BF166
- 2012 BG166
- 2012 BJ166
- 2012 BK166
- 2012 BS166
- 2012 BY166
- 2012 BH167
- 2012 BJ167
- 2012 BO167
- 2012 BP167
- 2012 BS167
- 2012 BU167
- 2012 BY167
- 2012 BF168
- 2012 BJ168
- 2012 BL168
- 2012 BM168
- 2012 BN168
- 2012 BO168
- 2012 BQ168
- 2012 BT168
- 2012 BU168
- 2012 BW168
- 2012 BZ168
- 2012 BE169
- 2012 BG169
- 2012 BK169
- 2012 BN169
- 2012 BO169
- 2012 BQ169
- 2012 BU169
- 2012 BW169
- 2012 BX169
- 2012 BA170
- 2012 BB170
- 2012 BE170
- 2012 BF170
- 2012 BG170
- 2012 BH170
- 2012 BJ170
- 2012 BK170
- 2012 BL170
- 2012 BM170
- 2012 BN170
- 2012 BO170
- 2012 BP170
- 2012 BQ170
- 2012 BR170
- 2012 BS170
- 2012 BT170
- 2012 BV170
- 2012 BW170
- 2012 BX170
- 2012 BY170
- 2012 BA171
- 2012 BB171
- 2012 BE171
- 2012 BG171
- 2012 BM171
- 2012 BR171
- 2012 BV171
- 2012 BY171
- 2012 BA172
- 2012 BB172
- 2012 BC172
- 2012 BE172
- 2012 BH172
- 2012 BJ172
- 2012 BL172
- 2012 BN172
- 2012 BO172
- 2012 BT172
- 2012 BX172
- 2012 BC173
- 2012 BE173
- 2012 BH173
- 2012 BJ173
- 2012 BK173
- 2012 BL173
- 2012 BM173
- 2012 BN173
- 2012 BO173
- 2012 BP173
- 2012 BQ173
- 2012 BU173
- 2012 BX173
- 2012 BZ173
- 2012 BA174
- 2012 BB174
- 2012 BD174
- 2012 BE174
- 2012 BF174
- 2012 BH174
- 2012 BJ174
- 2012 BL174
- 2012 BS174
- 2012 BV174
- 2012 BZ174
- 2012 BA175
- 2012 BH175
- 2012 BK175
- 2012 BL175
- 2012 BO175
- 2012 BP175
- 2012 BR175
- 2012 BS175
- 2012 BT175
- 2012 BV175
- 2012 BW175
- 2012 BE176
- 2012 BF176
- 2012 BG176
- 2012 BO176
- 2012 BP176
- 2012 BQ176
- 2012 BR176
- 2012 BS176
- 2012 BX176
- 2012 BY176
- 2012 BE177
- 2012 BL177
- 2012 BM177
- 2012 BO177
- 2012 BP177
- 2012 BQ177
- 2012 BR177
- 2012 BS177
- 2012 BT177
- 2012 BU177
- 2012 BV177
- 2012 BX177
- 2012 BY177
- 2012 BA178
- 2012 BC178
- 2012 BD178
- 2012 BE178
- 2012 BF178
- 2012 BH178
- 2012 BN178
- 2012 BO178
- 2012 BV178
- 2012 BY178
- 2012 BZ178
- 2012 BA179
- 2012 BG179
- 2012 BH179
- 2012 BK179
- 2012 BL179
- 2012 BT179
- 2012 BC180
- 2012 BE180
- 2012 BF180
- 2012 BG180
- 2012 BJ180
- 2012 BK180
- 2012 BL180
- 2012 BN180
- 2012 BP180
- 2012 BR180
- 2012 BS180
- 2012 BU180
- 2012 BW180
- 2012 BX180
- 2012 BY180
- 2012 BD181
- 2012 BF181
- 2012 BL181
- 2012 BN181
- 2012 BQ181
- 2012 BT181
- 2012 BW181
- 2012 BX181
- 2012 BY181
- 2012 BZ181
- 2012 BA182
- 2012 BB182
- 2012 BD182
- 2012 BE182
- 2012 BG182
- 2012 BJ182
- 2012 BK182
- 2012 BM182
- 2012 BN182
- 2012 BO182
- 2012 BP182
- 2012 BQ182
- 2012 BR182
- 2012 BS182
- 2012 BV182
- 2012 BW182
- 2012 BZ182
- 2012 BA183
- 2012 BB183
- 2012 BC183
- 2012 BD183
- 2012 BE183
- 2012 BG183
- 2012 BH183
- 2012 BK183
- 2012 BL183
- 2012 BM183
- 2012 BN183
- 2012 BO183
- 2012 BP183
- 2012 BT183
- 2012 BU183
- 2012 BV183
- 2012 BW183
- 2012 BX183
- 2012 BY183
- 2012 BE184
- 2012 BQ184
- 2012 BS184
- 2012 BT184
- 2012 BV184
- 2012 BW184
- 2012 BY184
- 2012 BA185
- 2012 BB185
- 2012 BD185
- 2012 BE185
- 2012 BF185
- 2012 BG185
- 2012 BH185
- 2012 BJ185
- 2012 BL185
- 2012 BN185
- 2012 BP185
- 2012 BQ185
- 2012 BR185
- 2012 BT185
- 2012 BU185
- 2012 BW185
- 2012 BX185
- 2012 BA186
- 2012 BD186
- 2012 BJ186
- 2012 BK186
- 2012 BL186
- 2012 BM186
- 2012 BO186
- 2012 BP186
- 2012 BR186
- 2012 BS186
- 2012 BU186
- 2012 BV186
- 2012 BW186
- 2012 BY186
- 2012 BZ186
- 2012 BA187
- 2012 BB187
- 2012 BC187
- 2012 BD187
- 2012 BF187
- 2012 BH187
- 2012 BJ187
- 2012 BK187
- 2012 BL187
- 2012 BN187
- 2012 BO187
- 2012 BQ187
- 2012 BS187
- 2012 BT187
- 2012 BV187
- 2012 BW187
- 2012 BX187
- 2012 BY187
- 2012 BZ187
- 2012 BB188
- 2012 BD188
- 2012 BE188
- 2012 BF188
- 2012 BG188
- 2012 BJ188
- 2012 BK188
- 2012 BL188
- 2012 BM188
- 2012 BO188
- 2012 BP188
- 2012 BQ188
- 2012 BR188
- 2012 BS188
- 2012 BT188
- 2012 BU188
- 2012 BV188
- 2012 BW188
- 2012 BX188
- 2012 BZ188
- 2012 BA189
- 2012 BB189
- 2012 BD189
- 2012 BE189
- 2012 BK189
- 2012 BL189
- 2012 BO189
- 2012 BP189
- 2012 BQ189
- 2012 BR189
- 2012 BS189
- 2012 BU189
- 2012 BV189
- 2012 BW189
- 2012 BX189
- 2012 BY189
- 2012 BZ189
- 2012 BA190
- 2012 BB190
- 2012 BC190
- 2012 BD190
- 2012 BE190
- 2012 BF190
- 2012 BG190
- 2012 BH190
- 2012 BJ190
- 2012 BK190
- 2012 BL190
- 2012 BM190
- 2012 BN190
- 2012 BO190
- 2012 BP190
- 2012 BQ190
- 2012 BR190
- 2012 BS190
- 2012 BT190
- 2012 BU190
- 2012 BV190
- 2012 BW190
- 2012 BX190
- 2012 BY190
- 2012 BZ190
- 2012 BB191
- 2012 BC191
- 2012 BD191
- 2012 BE191
- 2012 BF191
- 2012 BG191
- 2012 BH191
- 2012 BJ191
- 2012 BL191
- 2012 BM191
- 2012 BN191
- 2012 BO191
- 2012 BR191
- 2012 BS191
- 2012 BU191
- 2012 BV191
- 2012 BW191
- 2012 BX191
- 2012 BY191
- 2012 BZ191
- 2012 BA192
- 2012 BB192
- 2012 BC192
- 2012 BD192
- 2012 BE192
- 2012 BG192
- 2012 BH192
- 2012 BK192
- 2012 BL192
- 2012 BM192
- 2012 BN192
- 2012 BO192
- 2012 BP192
- 2012 BQ192
- 2012 BR192
- 2012 BS192
- 2012 BT192
- 2012 BU192
- 2012 BV192
- 2012 BW192
- 2012 BX192
- 2012 BY192
- 2012 BZ192
- 2012 BA193
- 2012 BB193
- 2012 BC193
- 2012 BD193
- 2012 BE193
- 2012 BF193
- 2012 BG193
- 2012 BH193
- 2012 BJ193
- 2012 BK193
- 2012 BL193
- 2012 BM193
- 2012 BN193
- 2012 BO193
- 2012 BQ193
- 2012 BR193
- 2012 BS193
- 2012 BT193
- 2012 BU193
- 2012 BV193